# Ингаслс (Канзас)
Ингаслс (енгл. Ingalls) град је у америчкој савезној држави Канзас.

## Демографија
По попису из 2010. године број становника је 306, што је 22 (-6,7%) становника мање него 2000. године.
| Група             | 2000.       | 2010.       |
| Белци             | 275 (83,8%) | 233 (76,1%) |
| Афроамериканци    | 0 (0,0%)    | 1 (0,3%)    |
| Азијати           | 0 (0,0%)    | 1 (0,3%)    |
| Хиспаноамериканци | 51 (15,5%)  | 69 (22,5%)  |
| Укупно            | 328         | 306         |